# Coteaux-du-haut-koenigsbourg
Le coteaux-du-haut-koenigsbourg, ou alsace coteaux du Haut-Koenigsbourg, est un vin produit sur une partie des communes de Châtenois, Kintzheim et Orschwiller dans le Bas-Rhin, ainsi que sur Saint-Hippolyte dans le Haut-Rhin, donc à l'est du château du Haut-Koenigsbourg, avec les cépages riesling ou gewurztraminer. Une partie de l'aire de production est notamment en contrebas de celle du grand cru praelatenberg.
C'est une dénomination géographique complémentaire créée en septembre 2014 au sein de l'appellation vin d'Alsace.
Selon les Douanes, la superficie revendiquée en 2023 sous la dénomination est de 4,86 hectares. La production déclarée en 2023 a été de 271 hectolitres de blanc (un hectolitre = 100 litres = 133 bouteilles de 75 cl).
Le rendement maximum autorisé par le cahier des charges en rouge est de 72 hectolitres par hectare avec comme rendement butoir 79 hl/ha. En 2023, le rendement moyen a été de 56 hl/ha.